# Pauvre Petite Fille riche (film, 1936)
Pour les articles homonymes, voir Pauvre petite fille riche.
Pour plus de détails, voir Fiche technique et Distribution.
Pauvre Petite Fille riche (titre original : Poor Little Rich Girl) est un film américain réalisé par Irving Cummings et sorti en 1936. C'est le trente-deuxième film de Shirley Temple, qui a alors 8 ans.
Il s'agit du remake du célèbre film réalisé par Maurice Tourneur, avec Mary Pickford dans le rôle-titre : Pauvre Petite Fille riche.

## Synopsis
Barbara Barry vit avec son père qui est veuf, directeur de Barry, une marque de savon. Son père l'envoie à l'école pour qu'elle voie d'autres enfants. La servante qui doit l'accompagner se fait  voler son sac et laisse Barbara seule. Celle-ci décide de partir en congé voir de nouvelles têtes. En pensant à son histoire préférée, Barbara décide de se prendre pour le personnage principal de son livre : Betsy Ware. Elle rencontre un joueur d'orgue de barbarie italien et le suit en le prenant pour le joueur d'orgue de barbarie de son livre qui s'appelle Tony. Celui-ci décide la garder chez lui. Un couple de danseurs, Jimmy et Jerry Dolan habite l'étage au-dessus et Jimmy entend les claquettes de Barbara-Betsy et décide de la prendre pour un numéro : Dolan, Dolan et Dolan. Ils sont pris pour passer à la radio pour la société de savon "Peck", concurrente de celle de Barry et dont le directeur refuse de passer à la radio.

## Fiche technique
- Titre : Pauvre Petite Fille riche
- Titre original : Poor Little Rich Girl
- Réalisation : Irving Cummings
- Scénario : Sam Hellman, Gladys Lehman, Frances Marion et Harry Tugend d'après une histoire de Eleanor Gates et Ralph Spence
- Photographie : John F. Seitz
- Montage : Jack Murray et Rudolph Sternad
- Musique : Mack Gordon et Harry Revel
- Direction musicale : Louis Silvers
- Chorégraphie : Ralph Cooper, Jack Haskell (de) et Cyril J. Mockridge (non crédité)
- Décors : William S. Darling
- Costumes : Gwen Wakeling et Sam Benson
- Producteurs : Buddy G. DeSylva, Raymond Griffith et Darryl F. Zanuck
- Société de production : Twentieth Century Fox
- Société de distribution : Twentieth Century Fox
- Pays de production :  États-Unis
- Format : Noir et Blanc - 35 mm - 1,37:1 - Son : Mono (Western Electric Noiseless Recording)
- Genre : film musical
- Durée : 79 minutes
- Dates de sortie : 
  - États-Unis : 25 juin 1936 (première à New York)
  - États-Unis : 18 juillet 1936 (sortie nationale)

## Distribution
- Shirley Temple (VF : Colette Borelli) : Barbara Barry (Betsy Ware, Bonnie Dolan)
- Alice Faye (VF : Camille Fournier) : Jerry Dolan
- Gloria Stuart (VF : Fernande Saala) : Margaret Allen
- Jack Haley (VF : René Day) : Jimmy Dolan
- Michael Whalen : Richard Barry
- Sara Haden : Collins
- Jane Darwell : Woodward
- Claude Gillingwater : Simon Peck
- Henry Armetta : Tony
- Arthur Hoyt : Percival Hooch
- Mathilde Comont : La femme de Tony
- John Wray : Flagin
- Charles Coleman : Stebbins
- Sam McDaniel (non crédité) : Le premier porteur

## Musique
- When I'm With You
- Oh my Goodness
- But Definitely

## Autour du film
- Le titre du film a été utilisé par Andy Warhol pour son film Poor Little Rich Girl sorti en 1965.